# Schok (mechanisch)
Een mechanische schok is een plotselinge versnelling of vertraging van korte duur. De schok wordt meestal veroorzaakt door een botsing, een val, een stoot, een aardbeving of explosie.
Een schok wordt meestal gemeten door een versnellingsmeter. De meter beschrijft een schok als een versnelling [m/s2] in de tijd [s]. Soms wordt de schok uitgedrukt als een veelvoud van de standaard versnelling van de vrije val van de aarde zwaartekracht. Met als symbool g. De waarde van g bedraagt ongeveer 9,8 m/s2. Dus een schok van 20 g is gelijkwaardig aan 20 x 9,8 = 196 m/s2. 

## Kenmerk
Een schok wordt gekenmerkt door een kortstondige versnelling gedurende korte tijd. Deze schok kan een halve sinus, een driehoek, een trapezium of een andere vorm hebben. Het shock response spectrum (of de schokreactiegrafiek) is een methode om het gedrag van een voorwerp op een schok te onderzoeken.

## Effecten
Een schok kan een voorwerp beschadigen. Als voorbeeld kan door een schok het glas van een lamp stuk gaan.